# Sceau (Extrême-Orient)
Pour les articles homonymes, voir sceau.

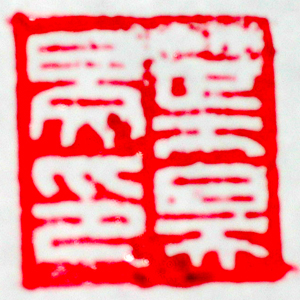
Sceau Baiwen, qui se lit de haut en bas et de droite à gauche : Ye Hao Min Yin (litt. « Sceau de Ye Hao Min »).

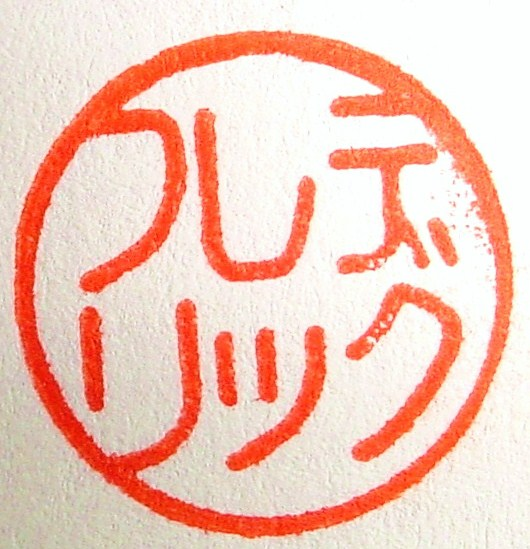
Sceau japonais (Hanko) de particulier (フレデリック, le prénom Frédéric) en caractères katakana.

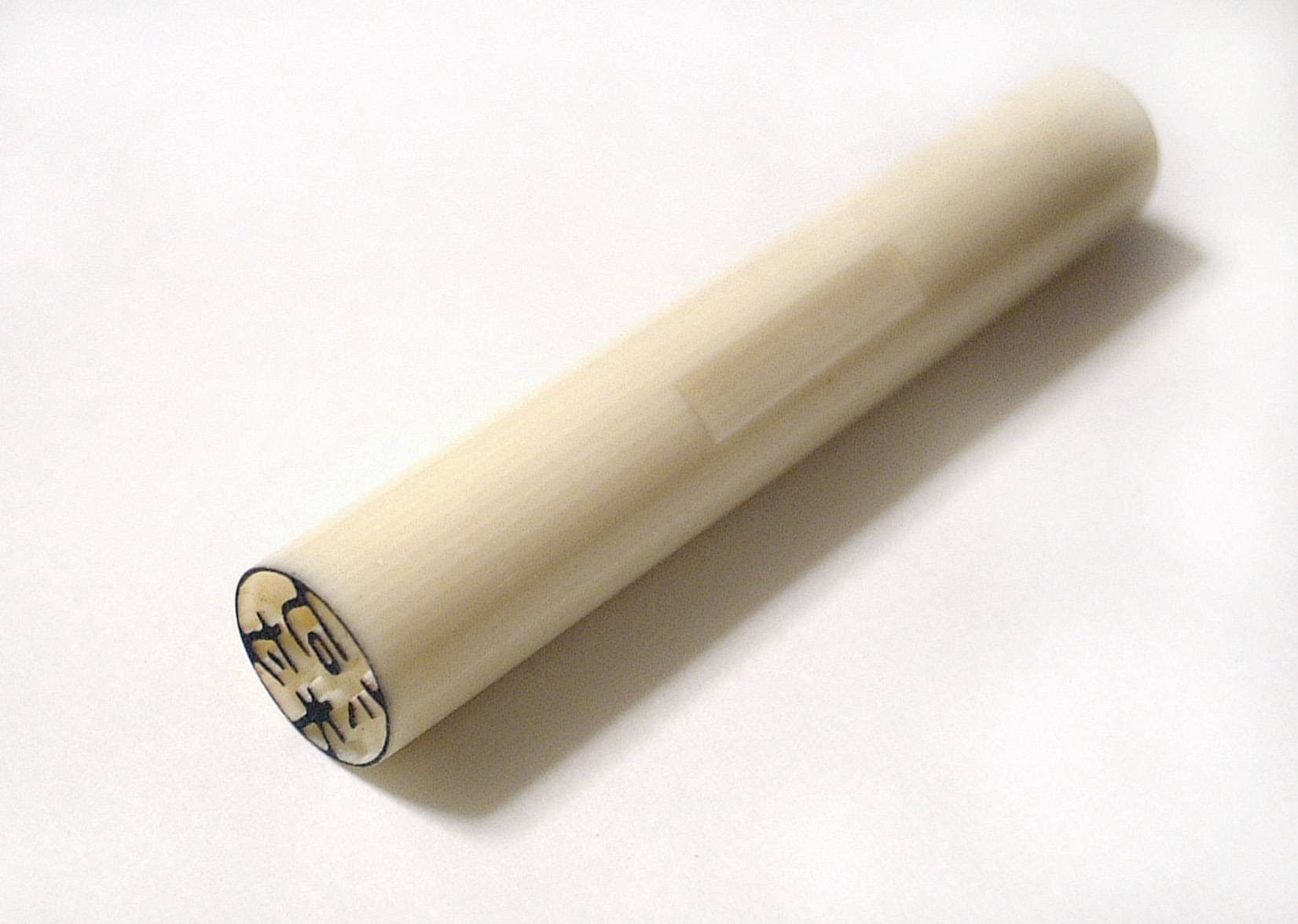
Exemple d'Inkan actuel (2008) en matière plastique.

Le sceau en Extrême-Orient est connu en Chine sous le nom de xǐ (chinois : 玺), qui désigne le sceau lui-même, ou yìn (chinois : 印, mot qui désigne l'empreinte du sceau en mandarin), dojang ou ingam en Corée, et hanko (判子) ou inkan (印鑑) au Japon.

## Origines et rôle
C'est une forme d'identification graphique utilisée pratiquement depuis l'invention de l'écriture, et utilisée par les empereurs de Chine d'abord, puis de Corée et du Japon, pour signer leurs actes officiels.
Même à l'époque actuelle, les sceaux sont utilisés couramment en Extrême-Orient en lieu et place d'une signature manuelle (sans l'exclure toutefois), pour authentifier des documents officiels ou des transactions financières, se marier, etc. Dans certains cas, il arrive que seule l'application de son sceau personnel soit valable, et non sa signature manuelle.
Les sceaux d'Extrême-Orient portent généralement le nom de la personne ou de l'organisation qu'ils représentent, mais ils peuvent aussi porter un  décor symbolique, un poème, une devise personnelle, ou encore un animal stylisé du bestiaire oriental... Parfois, ils reprennent des marques antiques bien connues des lettrés.
Parfois les deux types de sceaux - ou un grand sceau portant à la fois nom et devise - sont utilisés pour authentifier des documents officiels.
La facilité de fraude apportée par les technologies numériques - en particulier la gravure assistée par ordinateur, réalisable sur toutes matières, à partir d'un dessin vectorisé du modèle - pourrait remettre en cause la survie de ces usages traditionnels.
Les sceaux sont si importants en Extrême-Orient que les étrangers qui y font fréquemment des affaires sont amenés à faire graver leur propre sceau.

## Fabrication du sceau
Les sceaux en Extrême-Orient sont gravés dans un grand nombre de matériaux durs ou tendres, tels que la stéatite (pierre à savon), le bois, le bambou, la corne, le cristal, le jade, les pierres précieuses. Ils peuvent être aussi réalisés à la cire perdue en cuivre, bronze, argent, or, etc. La pierre tendre de Shoushan dans le Fujian est très appréciée par les amateurs pour sa gamme chromatique très riche et sa finesse. Les sceaux en Extrême-Orient sont utilisés traditionnellement avec une pâte rouge contenant du cinabre finement moulue, qui contraste avec l'encre de Chine noire traditionnellement utilisée par ailleurs.
De nos jours, ce sont des encres chimiques, rouges également, qui sont utilisées pour signer les documents commerciaux. 
La gravure des sceaux est considérée comme une forme de calligraphie, et comme en calligraphie, il y a plusieurs styles de gravure de sceaux. Les sceaux reproduisent d'ailleurs parfois les différents styles calligraphiques, avec parfois une stylisation telle des caractères que la lecture en devient impossible pour tout autre qu'un lecteur très averti. Les sceaux incisés en creux sont dénommés Yin (énergie féminine), les sceaux gravés en relief sont dénommés Yang (énergie masculine). Les premiers sceaux connus en Orient furent des sceaux yin.
Pour atteindre l'excellence, un sceau doit être parfait au niveau de la composition, du tracé ferme et souple, de la connaissance des différentes écritures, comme de l'harmonie générale. Il ne s'agit pas seulement d'une prouesse technique, d'une habileté remarquable, mais bien plutôt de la valeur suggestive de l'écriture ou du tracé sigillaire qui doit évoquer la vie dans son essence fluctuante et unique. Dans ce sens un défaut voulu, une maladresse concertée peuvent enrichir la valeur graphique du sceau.

## Encre rouge, encrage et application du sceau

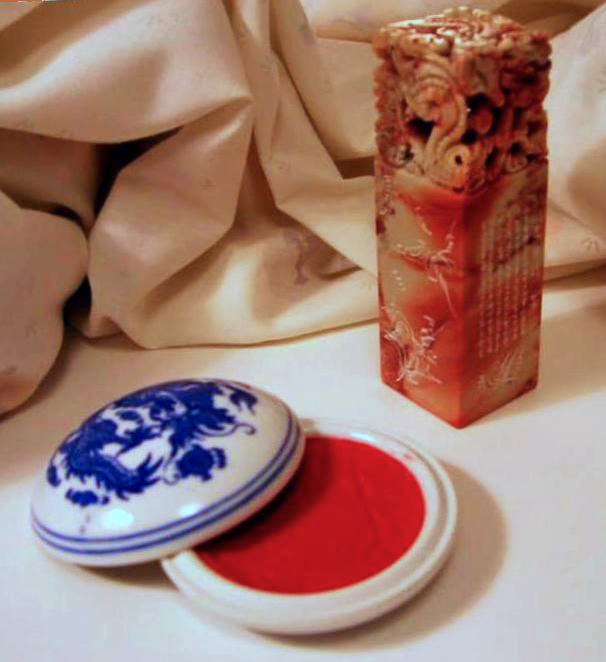
Sceau chinois et son encre rouge

L'encrage et l'application du sceau est un art à part entière que l'on ne maîtrise qu'après des années de pratique laborieuse, d'essais multiples. Le choix du sceau selon le support (œuvre d'art) est toujours délicat, ainsi que sa position sur l'espace de la page qui doit tenir compte de l'équilibre entre le plein et le vide pour que le chi (souffle vitale) circule.
Il existe deux sortes d'encre rouge - en fait, une pâte rouge - utilisées traditionnellement pour encrer les sceaux. Elles diffèrent par la nature des matériaux de base auxquels elles font appel : 
- À base de soie : la pâte rouge est faite de cinabre réduite en poudre très fine, mélangée avec de l'huile de ricin et des fragments de fils de soie. La soie lie ce mélange pour en faire une pâte très épaisse, ayant une apparence très huileuse, d'une éclatante couleur rouge.
- À base de plante : là aussi, la pâte rouge est faite de cinabre réduite en poudre très fine, mélangée avec de l'huile de ricin. Mais l'ingrédient de base n'est plus des fragments de fils de soie, mais de l'armoise commune. La texture du mélange résultant apparait peu homogène, car l'armoise n'est pas un liant. L'apparence a un aspect spongieux, et d'un rouge plus sombre. L'encre rouge à base d'armoise va tendre à sécher plus rapidement que celle faisant appel à la soie : en fonction du papier utilisé, la pâte à base d'armoise pourra sécher en 10 ou 15 minutes, et ce, d'autant plus que le papier est absorbant. Par ailleurs, ces encres à base de plante s'étaleront sur le papier plus que ne le ferait une encre utilisant de la soie, l'armoise n'ayant pas les mêmes propriétés liantes que la soie.

Quelle que soit sa nature, la pâte rouge est conservée fermée dans son contenant d'origine, et gardée dans un environnement protégé du rayonnement direct du soleil et des fortes chaleurs, pour lui éviter de sécher.
Lors de l'application du sceau sur le papier, la procédure différera selon qu'il s'agit d'une encre à base de soie, ou d'une encre à base de plante : dans le premier cas, on appliquera le sceau avec une forte pression, le papier posé sur une surface souple, et en basculant le sceau d'avant en arrière et de gauche à droite. Dans le cas d'une encre à base de plante, on n'utilisera qu'une pression légère. Le sceau sera alors retiré du papier en commençant par un côté, car un retrait vertical du sceau pourrait créer un arrachement du papier. Enfin, après application du sceau, on peut permettre un séchage plus rapide de l'encre en utilisant un buvard ; mais cela risque de faire baver l'empreinte du sceau. Parfois, selon la texture du papier ou son grammage, il sera nécessaire d'humidifier très légèrement celui-ci pour l'assouplir et retenir la couleur, équilibrer sa tonalité.

## Usage général du sceau en Extrême-Orient

Schéma montrant un sceau chinois, l'encre rouge correspondante, et la manière de les utiliser.

Les pays où l'utilisation du sceau est traditionnelle sont la Chine, le Japon, et la Corée, mais aussi le Viêt Nam qui a une tradition  
ancienne de cet usage. À l'époque où la dynastie Yuan, d'origine mongole, régnait sur la Chine, l'usage du sceau s'était répandu jusque dans certaines régions de Perse. 
Aujourd'hui, en Chine, à Taïwan, en Corée ou au Japon, aussi bien des individus que des organisations peuvent avoir des sceaux officiels, et ils ont souvent plusieurs sceaux de taille et de style différents, utilisés selon les situations. 
Bien qu'il s'agisse d'un instrument servant à la vie des affaires de chaque jour en Extrême-Orient, les occidentaux n'ont que très rarement l'occasion de voir des sceaux asiatiques, à l'exception de ceux qui figurent sur des peintures ou des calligraphies.
Toutes les peintures traditionnelles de Chine, du Japon, de Corée, du Viêt Nam sont des peintures à l'eau sur soie, sur papier, ou sur une autre surface sur laquelle l'encre rouge du sceau peut adhérer. Les peintures en Asie portent souvent plusieurs sceaux, qui peuvent comprendre un ou deux sceaux de l'artiste lui-même, et les sceaux des propriétaires successifs de la peinture. À ce sujet, les premières grandes collections d'estampes japonaises constituées en Occident (en France en particulier) à la fin du XIXe siècle firent appel à des « cachets de collectionneurs » apposées sur les estampes (Vever, Hayashi, Morrison, Gonse...). Loin de dévaloriser les estampes sur laquelle ils étaient apposés, ils en rehaussent aujourd'hui la valeur.

## Histoires et usages spécifiques par pays

### En Chine
Les empereurs de Chine signaient leur documents officiels à l'aide de sceaux de jade, au moins depuis la dynastie des Qin (au IIIe siècle av. J.-C.), et peut-être même depuis la dynastie des Shang (antérieure au Xe siècle av. J.-C.). Le plus connu de ces sceaux — malheureusement aujourd'hui disparu depuis au moins la fin de la dynastie Yuan — est le Sceau Impérial de Chine (chinois simplifié : 传国玺 ; chinois traditionnel : 傳國璽) de l'empereur Qin Shi Huang Di  (dynastie Qin, 221 à 206 avant Jésus-Christ) qui était, dit-on, taillé dans le He Shi Bi, un légendaire bloc de jade. L'usage de ces sceaux impériaux s'est ensuite raffiné et codifié, dès la dynastie des Han, puis plus tard avec les Ming et les Qing. L'ensemble de la famille impériale, et des principaux dignitaires signaient également tous leurs documents officiels à l'aide de sceaux personnels connus sous le nom de Xǐ (chinois traditionnel : 璽), puis sous le nom de Bǎo (chinois traditionnel : 寶 ; litt. « trésor ») sous la dynastie manchoue des Qing. La matière et l'apparence de ces sceaux étaient soigneusement codifiées en fonction du rang de leur détenteur (jade pour l'empereur, or pour l'impératrice, argent pour les principaux ministres, etc.).
De nos jours, la plupart des Chinois possèdent un sceau personnel. Les artistes, les intellectuels, les collectionneurs, les lettrés peuvent posséder toute une série de sceaux à leur nom, utilisés pour signer leurs œuvres, ou leurs documents officiels, ou encore être utilisé de façon plus informelle sur toutes sortes de documents. Un sceau de qualité gravé dans une pierre semi-précieuse peut valoir entre ¥400 et ¥4000.
Les sceaux sont toujours utilisés dans toutes sortes de contextes : par exemple, pour retirer un courrier recommandé ou un colis, le sceau servira d'identification, comme une signature. Dans les banques également, la méthode traditionnelle d'identification est le sceau personnel. 
En Chine continentale et à Taïwan, le sceau reste la manière habituelle pour identifier un chèque, mais pas à Hong Kong, où la signature manuelle est requise. Aujourd'hui, l'identification personnelle passe souvent par une signature manuelle accompagnée de l'empreinte du sceau ; les sceaux sont en effet très utiles à l'identification pour accompagner la signature manuelle, car ils sont plus difficiles à contrefaire qu'une signature, et seul leur propriétaire a accès à son propre sceau.

### Au Japon
Hanko (判子) ou Inkan (印鑑, l'empreinte du sceau, mais souvent utilisé comme synonyme de hanko) sont les mots japonais désignant le sceau utilisé au Japon, par les particuliers ou les entreprises, pour signer ou valider tout type de document ou estampe, ou correspondance (personnelle ou administrative). Son lointain équivalent en occident serait le timbre en caoutchouc, mais il n'en a ni le caractère solennel ni le caractère très personnel.

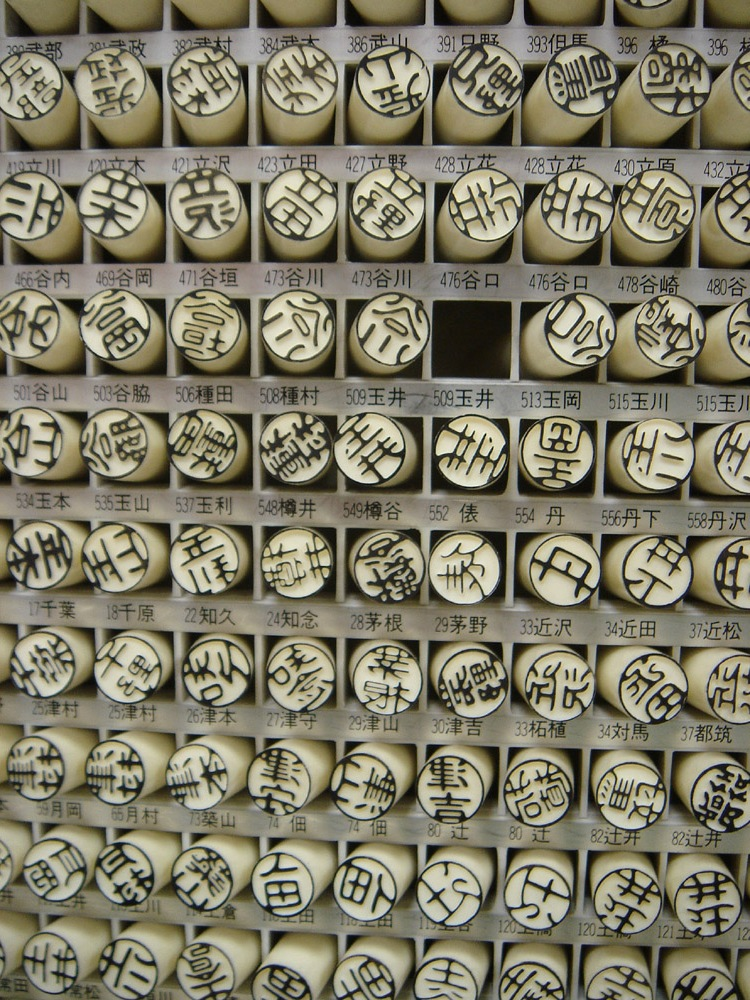
Hanko : sceau japonais.

La première apparition du sceau au Japon remonte à l'an 57 : c'est un hanko en or massif, accordé à un envoyé japonais en Chine par le souverain de la dynastie Han. Tout d'abord, seuls l'Empereur et ses vassaux les plus fidèles détenaient des hanko, car ils étaient un symbole de l'autorité de l'Empereur. Les nobles commencèrent à utiliser leur propre hanko après 750, et les samouraïs reprirent cet usage au cours du Moyen Âge. C'est une loi adoptée au début de l'ère Meiji (1868-1912) établissant un système national d’enregistrement et de certification qui permet aux hanko personnels de devenir largement utilisés.
De nos jours (2008), au Japon, il est possible de faire authentifier et enregistrer son hanko par des services administratifs, pour s'en servir ensuite de façon officielle pour signer tous types de documents. En règle générale, c'est de l'encre de couleur rouge qui est utilisée pour encrer le hanko.
Le hanko peut être en différents matériaux : bois, pierre, corne de buffle, et à différents prix. Des magasins lui sont spécialement dédiés. Le cadre de la « signature » obtenue peut être ovale, rond, ou carré et de toutes dimensions.
Un exemple très caractéristique de hanko se trouve sur les billets de banque émis par la Banque du Japon. Il y en a également sur des estampes japonaises.
De façon plus précise, il existe aujourd'hui au Japon quatre types de sceaux personnels; par ordre décroissant de formalisme :  jitsu in, ginko in, mitome in, et gagō in.
- Le jitsu in (実印?) est un sceau enregistré officiellement. Un tel sceau est nécessaire pour conclure des affaires ou toute autre activité importante ou entraînant un engagement juridique : achat d'une voiture, d'un terrain, mariage[4]...
- Un ginko in (銀行印?) est utilisé spécifiquement pour la banque (ginko signifie « banque »)[4]. Le relevé des transactions bancaires d'une personne contient une impression originale du ginko de cette personne, à côté du sceau d'un employé de la banque. Les règles concernant la taille et la forme du ginko peuvent varier d'une banque à l'autre ; en général, le ginko doit comprendre le nom japonais complet de la personne ; un occidental pourra être autorisé à utiliser son nom de famille complet, avec ou sans le prénom, celui-ci pouvant ou non être remplacé par une simple initiale.
- Un mitome in (認印?) est un sceau ayant un caractère officiel encore amoindri, utilisé pour retirer des colis postaux par exemple, ou encore signer des notes internes dans une entreprise, ou pour toute autre activité quotidienne n'impliquant pas un réel problème de sécurité des transactions[4].
- Un gagō in (雅号印?) est utilisé par les artistes pratiquant un art graphique pour décorer et signer leurs œuvres (gagō signifie « pseudonyme ; nom de plume ; alias »). C'est là une tradition qui existe depuis plusieurs siècles. Ces signatures sont fréquemment des noms d'artiste ou des surnoms. Les décorations sont souvent de très courtes phrases ou des slogans choisis par l'artiste. Une très grande liberté existe au niveau de la forme, de la taille, du matériau et du graphisme du gagō in.

Récemment, une nouvelle mode s'est développée : offrir des hanko décoratifs pour les anniversaires et les mariages. Les tampons ornés de strass ou conçus avec de la laque et du papier washi sont très populaires, en particulier chez les femmes.

### En Corée
Le sceau - dojang ou ingam - a été introduit pour la première fois en Corée autour du IIe siècle av. J.-C. La plus ancienne trace de son usage en Corée est le Sceau royal des rois de Buyeo (oksae, en coréen : 옥새, 玉璽), qui porte l'inscription du sceau du roi de Ye (en coréen : 예왕지인, 濊王之印). 
Dans la Corée d'aujourd'hui, l'usage des sceaux est toujours très courant. La plupart des Coréens possèdent un sceau personnel, et chaque entreprise, chaque administration possède également ses propres sceaux pour authentifier ses documents officiels.
Si la signature manuelle, comme nous la connaissons en occident, est également acceptée, beaucoup de Coréens considèrent que l'apposition d'un sceau sur un document lui confère un caractère plus officiel.